# 고트 전쟁 (376년~382년)
376년–382년 고트 전쟁은 고트인이 로마 제국에 맞서 싸운 로마 역사상 여러 고트 전쟁 중 하나였다. 이 특정 분쟁에는 아드리아노폴리스 전투에서 로마의 재앙적인 패배가 포함되었는데, 이는 서로마 제국의 쇠퇴의 원인으로 흔히 여겨지지만 그 중요성은 널리 논의되고 있다.

## 배경
376년 여름, 엄청난 수의 고트인들이 로마 제국의 국경인 다뉴브강에 도착하여 훈족으로부터 망명을 요청했다. 두 그룹이 있었는데, 프리티게른과 알라비부스가 이끄는 테르빙기족과 알라테우스와 사프락스가 이끄는 그레우퉁기족이었다. 에우나피우스는 민간인을 포함하여 그들의 수를 20만 명으로 기록하고 있지만, 피터 헤더는 테르빙기족이 전사 1만 명과 총 5만 명을 가졌을 수 있으며, 그레우퉁기족도 비슷한 규모였을 것으로 추정한다. 캠브리지 고대사는 현대 추정치를 약 9만 명으로 잡는다. 노엘 렌스키는 에우나피우스의 숫자가 첫 해에 로마인에 대항하여 연합한 이주민 전체 인구(테르빙기족과 그레우퉁기족뿐만 아니라 일부 타이팔리족, 알란족, 훈족 포함)를 대략적으로 나타낸다고 보며, 이 인구는 4만~5만 명의 전투 병력을 동원할 수 있었을 것이다.
고트인들은 동로마 황제 발렌스에게 사절을 보내 제국 내에 자신들의 백성을 정착시킬 허락을 요청했다. 황제는 안티오키아에서 아르메니아와 이베리아의 통제권을 놓고 사산 제국에 대한 전역을 준비하고 있었기 때문에 그들이 도착하는 데 시간이 걸렸다. 그의 병력 대부분은 다뉴브강에서 멀리 떨어진 동방에 주둔해 있었다. 고대 자료들은 발렌스가 고트족의 출현에 기뻐했으며, 이는 저렴한 비용으로 새로운 병사를 얻을 기회를 제공했기 때문이라고 만장일치로 기록한다. 발렌스가 동부 전선에 전념하고 있는 상황에서, 많은 수의 야만족이 나타나면서 발칸반도의 그의 소수 병력은 수적으로 열세에 놓였다. 발렌스는 테르빙기족이 제국에 들어오는 것을 허락할 때 위험을 인식했을 것이며, 그들에게 제시한 조건은 매우 유리했다. 야만족 부족이 정착한 것은 이번이 처음이 아니었다; 일반적인 절차는 일부는 군대에 징집되고 나머지는 작은 그룹으로 나뉘어 황제의 재량에 따라 제국 전역에 재정착되는 것이었다. 이는 그들이 통합된 위협을 가하는 것을 막고 더 큰 로마 인구에 동화되도록 할 것이었다. 이 협정은 테르빙기족에게 트라키아에 자신들의 정착지를 선택하고 연합 상태를 유지할 수 있도록 허용함으로써 달랐다. 알라비부스와 프리티게른이라는 지도자 아래의 테르빙기족 집단은 370년 이후 테르빙기족 내부의 내전 이후 이미 발렌스와 동맹을 맺고 기독교로 개종했기 때문에 국경을 넘는 데 유리했다. 367년-369년 고트 전쟁에서 발렌스와 대립했던 테르빙기 지도자 아타나리크는 입국이 거부되었고, 그레우퉁기족도 로마 군대와 해군이 강을 막아 건너는 것을 막았기 때문에 입국이 거부되었다.
테르빙기족은 두로스토룸 요새 근처 또는 그곳에서 강을 건너는 것이 허락되었을 것이다. 그들은 로마인들에 의해 보트, 뗏목, 그리고 속을 파낸 나무통으로 건너갔다; 암미아누스 마르켈리누스는 "미래의 로마 국가 파괴자가 치명적인 질병에 걸려 죽는다 하더라도 아무도 남기지 않도록 세심한 주의를 기울였다"고 씁쓸하게 말했다. 그럼에도 불구하고 강은 비로 불어났고 많은 사람들이 익사했다. 고트족은 무기를 압수당해야 했지만, 로마 담당자들이 뇌물을 받았거나, 로마인들이 들어오는 모든 전사를 확인할 인력이 없었거나, 로마 육군에 징집된 전사들이 자신들의 무기를 필요로 했기 때문에 많은 고트족이 무기를 소지하도록 허용되었다. 로마인들은 테르빙기족을 하모이시아의 다뉴브강 남쪽 강변에 배치하여 토지 분배가 시작되기를 기다렸다. 그동안 로마 국가는 그들에게 식량을 제공해야 했다.

## 확산

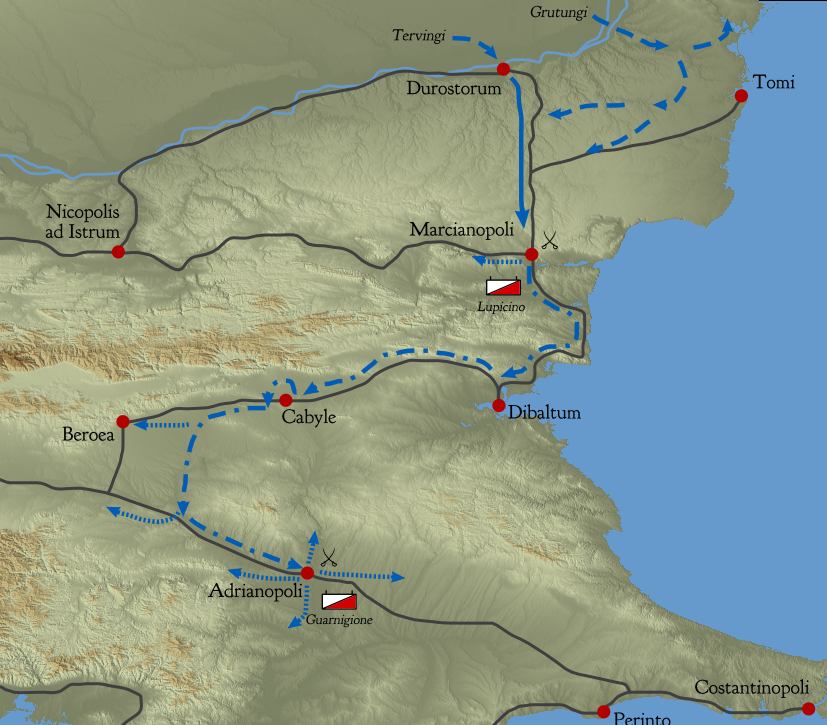
376년 고트족의 이동

좁은 지역에 너무 많은 사람이 몰리면서 식량 부족이 발생했고, 테르빙기족은 굶주리기 시작했다. 로마의 보급 체계는 엄청난 숫자를 감당할 수 없었고, 루피키누스 휘하의 관리들은 고트족에게 전달되기도 전에 많은 식량을 팔아버렸다. 절망에 빠진 고트족 가족들은 개 한 마리당 아이 한 명의 가격으로 많은 아이들을 로마인들에게 개고기를 주고 팔았다.
이러한 대우는 테르빙기 고트족을 반항적으로 만들었고, 루피키누스는 그들을 남쪽으로 자신의 지역 본부인 마르키아노폴리스로 이동시키기로 결정했다. 남쪽으로의 행군을 경계하기 위해 루피키누스는 다뉴브강을 지키던 로마 병력을 철수시킬 수밖에 없었고, 이는 그레우퉁기족이 즉시 로마 영토로 진입할 수 있도록 허용했다. 테르빙기족은 의도적으로 행군을 늦추어 그레우퉁기족이 따라잡을 수 있도록 했다. 테르빙기족이 마르키아노폴리스에 접근하자, 루피키누스는 프리티게른, 알라비부스, 그리고 소수의 그들의 시종들을 도시 안으로 초대하여 함께 식사했다. 고트족의 대부분은 도시 밖에 떨어져 주둔하고 있었고, 로마 병력이 그들과 도시 사이에 있었다. 로마 병사들이 마을 시장에서 고트족이 물품을 사는 것을 계속해서 거부했기 때문에, 싸움이 일어났고 여러 로마 병사가 살해당하고 약탈당했다. 루피키누스는 고트족 지도자들과 함께 연회에 앉아 이 소식을 듣고 프리티게른과 알라비부스를 인질로 잡고 그들의 시종들을 처형하라고 명령했다. 밖의 고트족에게 살해 소식이 전해지자, 그들은 마르키아노폴리스를 공격할 준비를 했다. 프리티게른은 루피키누스에게 상황을 진정시키는 가장 좋은 방법은 자신이 백성에게 돌아가 살아있음을 보여주는 것이라고 조언했다. 루피키누스는 동의하고 그를 풀어주었다. 알라비부스는 다시는 자료에 언급되지 않았으며 그의 운명은 알 수 없다.
밤의 혼란과 이전의 굴욕을 견뎌낸 프리티게른과 테르빙기족은 조약을 깨고 로마인에 대항하여 반란을 일으킬 때라고 결정했고, 그레우퉁기족은 즉시 그들과 합류했다. 프리티게른은 고트족을 마르키아노폴리스에서 스키티아 방향으로 이끌었다. 루피키누스와 그의 군대는 도시에서 14 km (8.7 mi) 추격하여 마르키아노폴리스 전투를 벌였지만 전멸했다. 모든 하급 장교들은 살해당했고, 군기는 상실되었으며, 고트족은 죽은 로마 병사들로부터 새로운 무기와 갑옷을 확보했다. 루피키누스는 살아남아 마르키아노폴리스로 도망쳤다. 테르빙기족은 그 후 지역 전체를 습격하고 약탈했다.
아드리아노폴리스에는 로마군에 고용된 소규모 고트족 병력이 수에리두스와 콜리아스(둘 다 고트족이었다)의 지휘 아래 주둔해 있었다. 그들이 이 소식을 듣고 "자신들의 안녕을 무엇보다 중요하게 생각하여" 그 자리에 머물기로 결정했다. 황제는 고트족의 반란이 임박한 상황에서 고트족의 통제 아래 있는 로마 수비대가 너무 가깝다는 것을 우려하여, 수에리두스와 콜리아스에게 동쪽으로 헬레스폰투스로 행군하라고 명령했다. 두 사령관은 여정 동안 식량과 돈을 요청했으며, 준비를 위해 이틀의 연기를 요청했다. 지역 로마 행정관은 이 수비대가 이전에 자신의 교외 빌라를 약탈한 것에 화가 나서 도시의 사람들을 무장시키고 수비대에 대항하여 선동했다. 군중은 고트족이 명령을 따르고 즉시 떠나라고 요구했다. 수에리두스와 콜리아스 휘하의 병사들은 처음에는 가만히 있었지만, 군중으로부터 욕설과 돌멩이를 맞자 공격하여 많은 사람들을 죽였다. 고트족 수비대는 도시를 떠나 프리티게른과 합류했으며, 고트족은 아드리아노폴리스를 포위했다. 그러나 공성전을 수행할 장비와 경험이 부족하고 투사체로 많은 병사를 잃자, 그들은 도시를 포기했다. 프리티게른은 이제 "벽과 평화를 유지한다"고 선언했다. 고트족은 다시 한 번 흩어져 부유하고 방어되지 않은 시골 지역을 약탈했다. 포로와 로마인 배신자들을 이용하여 고트족은 숨겨진 보물, 부유한 마을 등으로 이끌려갔다.
| “ | 나이와 성별을 불문하고 모든 곳이 학살과 대화재로 불탔으며, 젖먹이들은 어머니의 젖가슴에서 찢겨 살해당하고, 남편이 눈앞에서 죽는 것을 본 미망인들은 끌려갔으며, 어린 소년 소녀들은 부모의 시체를 넘어 끌려갔다. 마침내 많은 노인들은 재산과 아름다운 여인들을 잃은 후 충분히 오래 살았다고 외치며, 팔이 뒤로 묶인 채 선조의 집이 불타는 재를 보며 울부짖으며 유배되었다. | ” |

## 377년: 고트족을 제압하다

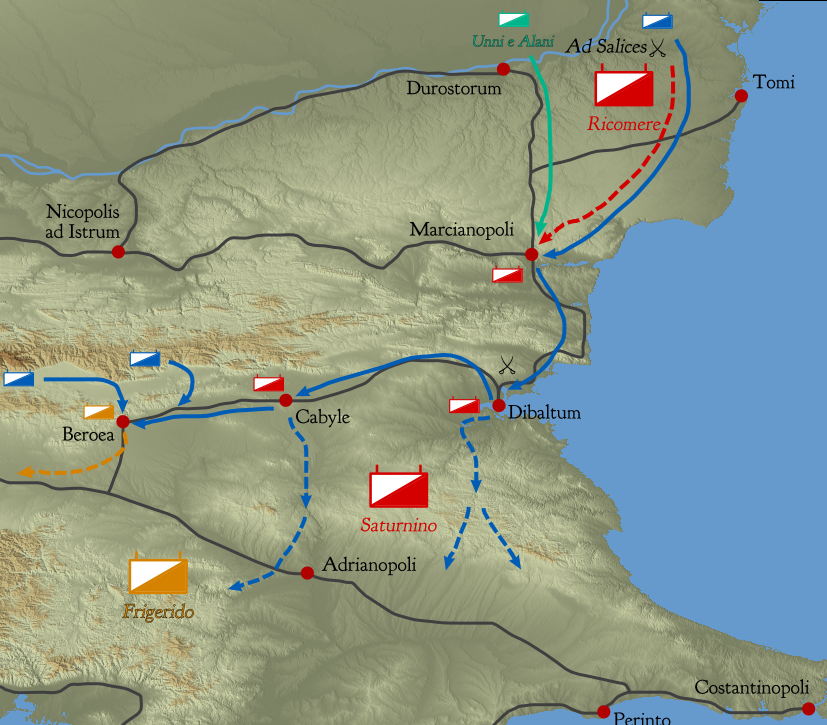
377년 전역

로마 영토 내의 많은 고트족은 프리티게른에게 합류했으며, 다양한 노예, 광부, 죄수들도 마찬가지였다. 요새화된 도시의 로마 수비대는 버텼지만, 그 밖의 지역은 쉬운 먹잇감이었다. 고트족은 로마 시골에서 약탈한 모든 전리품과 보급품을 보관하기 위해 거대한 수레 대열을 만들었고, 그들이 겪었던 일 때문에 로마 인구에 대한 큰 분노를 품고 있었다. 굶주린 난민으로 시작했던 그들은 강력한 군대로 변모했다.
안티오키아에 주둔하고 있던 발렌스는 이제 상황의 심각성을 인식하고, 빅토르 장군을 보내 사산 제국과 평화 협상을 벌이게 했다. 또한 그는 동로마군을 트라키아로 이동시키기 시작했다. 주력군이 이동하는 동안, 그는 트라이아누스와 프로푸투루스 휘하의 선발대를 미리 보냈다. 발렌스는 또한 그의 공동 황제이자 조카인 서로마 황제 그라티아누스에게 도움을 요청했다. 그라티아누스는 자신의 병사들과 함께 하에무스 산맥을 통과하는 서부 통로를 지키기 위해 도메스티코룸 백작 리코메르와 군사 행정관 프리게리두스를 보냈다. 목표는 고트족이 서쪽으로 확산되는 것을 막고, 두 군대가 결국 동로마군과 합류하는 것이었다. 이러한 대규모 병력 이동과 서방의 협력은 고트족이 제기하는 심각한 위협을 보여주었다.
트라이아누스와 프로푸투루스는 아르메니아 병력을 이끌고 도착했지만, 판노니아와 트란스알피나 보조병을 이끌던 프리게리두스는 통풍으로 병에 걸렸다. 그라티아누스의 궁정군에서 파견된 병력을 이끌던 리코메르는 다른 지도자들의 상호 동의로 연합군의 지휘를 맡았으며, 아마 마르키아노폴리스에서 그랬을 것이다. 고트족은 하에무스 산맥 북쪽으로 후퇴했고, 로마군은 교전하기 위해 이동했다. 아드 살리케스("버드나무")라는 곳에서 그들은 버드나무 전투를 벌였다. 로마군은 수적으로 열세였고, 전투 중에 좌익이 무너지기 시작했다. 재빨리 증원군이 도착하고 로마의 군기가 유지되어서야 상황이 반전되었다. 전투는 해질녘까지 계속되었고, 양측 군대는 전투를 중단하고 전장을 떠났다. 고트족은 수레 방벽 안으로 후퇴했고, 전투는 피의 무승부로 끝났다. 양측 모두 심한 손실을 입었으며, 프로푸투루스는 전장에서 전사했다.
전투 후, 로마군은 마르키아노폴리스로 후퇴했고, 프리티게른의 고트족은 마차 요새에서 7일 동안 머물다 이동했다. 프리게리두스는 파르노비우스 휘하의 약탈 고트족 무리를 격파하고 노예로 삼았으며, 생존자들을 이탈리아로 보냈다. 그 가을, 리코메르는 다음 해 전역을 위해 더 많은 병력을 모으기 위해 갈리아로 돌아갔다. 한편 발렌스는 마기스테르 에퀴툼 사투르니누스 휘하의 병사들을 트라키아로 보내 트라이아누스와 합류하게 했다. 사투르니누스와 트라이아누스는 고트족을 막기 위해 하에무스 통로에 일련의 요새를 건설했다. 로마인들은 겨울의 혹독함과 굶주림으로 적을 약화시킨 다음, 프리티게른을 하에무스 산맥과 다뉴브강 사이의 평원에서 공개 전투로 유인하여 그를 끝장내기를 희망했다. 고트족은 다시 굶주리고 절망에 빠져 통로를 뚫으려 했지만 매번 격퇴되었다. 프리티게른은 그 후 용병 훈족과 알란인의 도움을 받아 병력을 증강했다. 사투르니누스는 더 이상 그들을 막아낼 수 없음을 깨닫고 봉쇄를 포기하고 후퇴했다. 따라서 고트족은 다시 자유롭게 약탈을 할 수 있었고, 로도피산맥과 헬레스폰트까지 도달했다.
| “ | 그때는 가장 끔찍하게 보고 묘사할 수 있는 행위들이 보이고 한탄해야 했다: 채찍에 맞아 겁에 질린 채 끌려가는 여인들, 아직 태어나지 않은 아이를 품고도 많은 공포를 견뎌야 했던 이들; 어린아이들도 어머니에게 매달려 있었다. 그때에는 잔인한 포로로 손이 묶인 고귀한 소년 소녀들의 애가가 들렸다. 이들 뒤에는 마지막으로 성장한 소녀들과 정숙한 아내들이 울며 얼굴을 숙인 채 끌려갔고, 곧 닥칠 순결의 침해를 고통스러운 죽음으로라도 막으려 갈망했다. 이들 중에는 얼마 전까지 부유하고 독립적이었던 자유민도 있었다. 그는 들짐승처럼 끌려가며 자비롭고 맹목적인 운명을 저주했다. 운명이 순식간에 그의 재산과 사랑하는 사람들과의 달콤한 교제를 빼앗았고; 그를 집에서 쫓아냈으며, 그가 재와 폐허가 된 것을 본 집에서 피의 승리자에게 희생시켰으니, 사지가 찢기거나 매질과 고문을 당하며 노예로 살게 될 운명이었다. | ” |

고트족은 새로운 동맹국인 훈족과 알란족과 합류하여 약탈을 찾아 남쪽으로 이동했으며, 데울툼 시 근처에서 데울툼 전투에서 승리하여 동로마군의 대부분과 도시를 파괴했다. 스쿠타리오룸 트리부눔(경비대장) 바르지메레스는 전사했고, 쿠라 팔라티(궁정 원수) 에퀴티우스는 포로로 잡혔다. 고트족은 아우구스타 트라야나로 진격하여 프리게리두스 장군을 공격했지만, 그의 척후병들이 침입자들을 감지하여 그는 즉시 일리리아로 후퇴했다. 그러나 도시도 파괴되었다. 에퀴티우스는 나중에 포로 상태에서 탈출하는 데 성공했다.
이 지역에서 발견되어 이 시기로 거슬러 올라가는 고고학적 유물들은 로마 빌라가 버려지고 의도적으로 파괴된 흔적을 보여준다. 이 파괴로 인해 발렌스는 모이시아와 스키티아 주민들의 세금을 공식적으로 감면할 수밖에 없었다.

## 378년: 아드리아노폴리스 전투
발렌스는 377년 초 페르시아와 협상을 마쳤지만, 페니키아 남쪽에서 이집트까지 영향을 미치는 사라센족의 대규모 봉기 때문에 그 해 나머지 기간 동안 동부 국경에 머물러야 했다. 발렌스는 마침내 378년 초 동부 전선에서 벗어나 378년 5월 30일 대부분의 군대와 함께 콘스탄티노폴리스에 도착했다. 그가 도시에 들어서자 그에 반대하는 작은 소요가 일어났다. 소크라테스 스콜라스티쿠스의 『교회사』에 따르면, 수도의 시민들은 발렌스 황제가 자신들의 방어를 소홀히 하여, 이제 콘스탄티노폴리스 자체를 위협하는 고트족의 습격에 노출시켰다고 비난했으며, 지연하지 말고 도시를 떠나 침략자들과 대결할 것을 촉구했다. 발렌스는 처음에는 최근 전쟁이 끝날 무렵 새로 징집된 사라센 보조병을 이용하여 콘스탄티노폴리스 외곽에서 고트족 약탈자들을 소탕하기 시작했다. 12일 후 그는 도시를 떠나 6월 12일 콘스탄티노폴리스 서쪽에 있는 그의 황실 별장인 멜란티아스로 군대와 함께 이동했다. 그곳에서 그는 병사들에게 급여와 보급품을 지급하고 사기를 높이는 연설을 했다.
버드나무 전투에서의 피의 무승부를 트라이아누스의 탓으로 돌리며, 발렌스는 그를 강등시키고 이탈리아에서 온 세바스티아누스를 동로마군을 지휘하고 조직하도록 임명했다. 세바스티아누스는 황제의 친위대인 팔라티나 학부에서 뽑은 소규모 병력으로 분리된 고트족 약탈 부대를 상대하기 위해 나섰다. 그는 먼저 아드리아노폴리스로 갔는데, 떠돌아다니는 고트족에 대한 두려움이 너무 커서 도시가 그에게 문을 열도록 설득하는 데 많은 노력이 필요했다. 그 후 세바스티아누스는 몇 차례 작은 승리를 거두었다. 한 사례에서는 밤이 될 때까지 기다렸다가 헤브루스강을 따라 잠든 고트족 전사 집단을 기습하여 대부분을 학살했다. 암미아누스에 따르면 세바스티아누스가 가져온 전리품은 아드리아노폴리스가 보관하기에는 너무 많았다. 세바스티아누스의 성공은 프리티게른이 자신의 약탈 부대들을 카빌레 지역으로 소집하도록 설득했다. 그들이 개별적으로 제거되지 않도록 하기 위함이었다.
서로마 황제 그라티아누스는 발렌스의 군대와 합류할 생각이었지만, 서부의 사건들로 인해 발목이 잡혔다. 먼저 378년 2월 렌티엔세스족의 갈리아 침공이 있었고, 그라티아누스는 이를 아르겐토바리아 전투에서 물리쳤다. 그 후 라인강 건너편에서 더 많은 침공을 위한 야만족의 준비에 대한 정보가 들어왔다. 이로 인해 그라티아누스는 선제적으로 강을 건너 직접 상황을 통제해야 했으며, 성공적으로 알레만니족을 격퇴했다. 그러나 이것은 시간이 걸렸고, 8월이 되어서야 그라티아누스는 자신의 승리와 임박한 도착을 알리는 메시지를 보냈다. 노엘 렌스키는 삼촌을 지원하기 위한 그라티아누스의 동쪽 이동 지연이 여러 자료에서 감지되는 둘 사이의 경쟁 때문일 수 있다고 주장했다. 6월부터 서로마군을 초조하게 기다려왔던 발렌스는 조카와 세바스티아누스의 영광을 질투했고, 고트족이 아드리아노폴리스를 향해 남쪽으로 이동하고 있다는 소식을 듣자, 발렌스는 군대를 해체하고 그들을 저지하기 위해 그곳으로 행군했다. 로마 정찰대는 니카 근처에서 약탈하는 고트족의 수가 겨우 1만 명의 전투 병력에 불과하다고 잘못 보고했다. 8월 7일경 리코메르는 서부군 선봉대와 함께 서부에서 돌아왔고 새로운 메시지를 전달했다. 그라티아누스는 아드리아노폴리스로 이어지는 수키(Succi) 고개에 가까워지고 있었으며, 삼촌에게 자신을 기다리라고 조언했다. 발렌스는 문제를 결정하기 위해 전쟁 회의를 소집했다. 암미아누스에 따르면, 세바스티아누스는 고트족에 대한 즉각적인 공격을 주장했고, 빅토르는 그라티아누스를 기다릴 것을 경고했다. 에우나피우스에 따르면 세바스티아누스는 기다려야 한다고 말했다. 어쨌든 회의와 발렌스는 다가올 쉬운 승리에 대한 궁정 아첨꾼들의 부추김에 즉시 공격하기로 결정했다.

아드리아노폴리스 전투는 로마군이 겪은 최악의 패배 중 하나였다. 미국 육군사관학교 역사학과에 따른 전투 지도.

고트족은 8월 8일 밤 기독교 사제가 이끄는 사절단을 로마인들에게 보내 협상을 벌였다. 프리티게른은 그들에게 두 통의 편지를 보냈다. 첫 번째 편지는 고트족이 트라키아의 땅만 원하며 그 대가로 로마인들과 동맹을 맺겠다는 것이었다. 두 번째 편지는 발렌스에게 사적으로 보내졌는데, 프리티게른은 진정으로 평화를 원하지만 로마인들이 계속 동원되어야 자신이 자신의 백성들에게 평화를 강요할 수 있을 것이라고 했다. 프리티게른이 진심이었는지 아닌지는 알 수 없는데, 발렌스가 이 제안을 거부했기 때문이다. 8월 9일 아침, 발렌스는 자신의 보물, 황제의 인장, 민간 관료들을 아드리아노폴리스에 남겨두고 고트족과 교전하기 위해 북쪽으로 행군했다. 오후 2시경 로마군이 고트족의 수레 요새를 시야에 두었다. 로마인들과 달리 고트족은 잘 쉬고 있었고 양측은 전투 대형을 갖추었다. 프리티게른은 더 많은 평화 사절을 보냈고, 오래전부터 고트족 주력군과 떨어져 있던 알라테우스와 사프락스 휘하의 그레우퉁기 기병대의 도움을 요청했다. 이들은 로마 정찰병들에게 감지되지 않았다.
동로마군은 뜨거운 여름 태양 아래 시들어갔고, 고트족은 불을 피워 로마 진영으로 연기와 재를 날려보냈다. 발렌스는 평화 제안을 재고했고, 리코메르를 프리티게른에게 보내려던 참에 로마 정예 팔라티나 스콜라에 부대 중 카시오 휘하의 스쿠타리이와 바쿠리우스 휘하의 궁수가 명령 없이 고트족과 교전했다. 이는 아드리아노폴리스 전투를 시작하게 만들었다. 군대가 교전하는 동안, 그레우퉁기족과 알란족 기병대가 도착하여 전투를 고트족에게 유리하게 바꾸었다. 로마군의 좌익은 포위되어 파괴되었고, 전선 전체에서 패주가 시작되어 로마군에게는 피바다가 되었다. 그들은 너무 빽빽하게 모여 있어서 기동할 수 없었고, 일부는 팔을 전혀 들 수도 없었다. 소수만이 도망칠 수 있었다.
| “ | 그리하여 야만족들은 광기로 눈이 번뜩이며 우리의 병사들을 추격했는데, 그들의 혈관에는 마비된 공포로 피가 차갑게 식어 있었다. 어떤 이들은 누가 그들을 쓰러뜨렸는지도 모른 채 쓰러졌고, 어떤 이들은 습격자들의 무게에 묻혔다. 어떤 이들은 전우의 칼에 죽었다. 자주 재정비했지만, 여지를 주지 않았고, 후퇴하는 자들을 아무도 봐주지 않았다. 이 모든 것 외에도, 치명적인 부상을 입고 고통을 신음하는 많은 이들로 인해 길은 막혔고, 그들과 함께 쓰러진 말들의 무더기가 평원을 시체로 가득 채웠다. 로마 국가에 너무나 값비싼 이 결코 회복할 수 없는 손실은 달빛 없는 밤에 끝났다. | ” |

세바스티아누스, 트라이아누스, 트리부누스 에퀴티우스 및 35명의 고위 장교들이 전사했으며, 리코메르, 빅토르, 사투르니누스는 탈출했다. 동로마군의 3분의 2가 전장에서 전사했다. 전체 병력 손실은 원래 40,000명 중 26,000명에 달했을 수도 있다. 황제 자신에게 무슨 일이 일어났는지에 대해서는 상충되는 이야기들이 있다. 한 설은 그가 부상을 입고 일부 병사들에 의해 농가로 끌려갔다고 주장한다. 고트족이 접근하자 화살을 쏘았고, 이로 인해 고트족은 황제가 안에 있는 농가를 불태웠다. 다른 보고서는 발렌스가 자신의 군대와 함께 전장에서 전사했다고 기록한다. 무슨 일이 일어났든, 그의 시신은 결코 발견되지 않았다.
고트족은 놀라운 승리에 힘입어 아드리아노폴리스를 포위했지만, 도시는 저항했다. 성벽은 강화되었고, 거대한 돌들이 성문 뒤에 놓였으며, 화살, 돌, 투창, 포병이 공격자들에게 쏟아졌다. 고트족은 병력을 잃었지만 진전은 없었다. 그래서 그들은 속임수를 썼다. 로마인 배신자들에게 고트족에게서 도망치는 척하고 도시에 침투하라고 명령하여, 시민들이 불을 끄는 동안 고트족이 방어되지 않은 성벽을 공격할 수 있도록 불을 지르도록 했다. 이 계획은 성공하지 못했다. 로마인 배신자들은 도시로 환영받았지만, 그들의 이야기가 일치하지 않자 투옥되어 고문당했다. 그들은 함정을 자백하고 참수당했다. 고트족은 또 다른 공격을 시작했지만, 그것도 실패했다. 이 마지막 패배로 고트족은 포기하고 물러났다. 그들은 일부 훈족과 알란족과 함께 먼저 페린투스로 갔다가 콘스탄티노폴리스로 향했다. 그곳에서 그들은 도시의 아랍 수비대의 도움으로 소규모 콘스탄티노폴리스 전투에서 격퇴되었다. 한순간, 허리띠만 두른 아랍인이 고트족에게 돌진하여 그 중 한 명의 목을 베고 피를 빨아마셨다. 이것은 고트족을 겁에 질리게 했고, 도시의 거대한 규모와 성벽과 결합되어 그들은 다시 한 번 시골을 약탈하기 위해 행군하기로 결정했다.
발렌스가 사망하자 동로마 제국은 황제 없이 운영되어야 했다. 동방의 군사령관 율리우스는 동로마 제국 다른 곳의 고트족 인구, 즉 민간인과 제국 내 군 부대에서 복무하는 고트족 모두를 두려워했다. 아드리아노폴리스 사건 이후, 그들은 프리티게른과 동맹을 맺고 위기를 더 많은 속주로 확산시킬 수 있었다. 따라서 율리우스는 국경 근처의 고트족을 유인하여 학살했다. 379년까지 내륙 속주에 있는 고트족에게 학살 소식이 전해졌고, 특히 소아시아에서 일부 폭동이 일어났다. 로마인들은 폭동을 진압하고 무고한 사람과 유죄인 사람 모두 그 지역의 고트족을 학살했다.

## 379년–382년: 테오도시우스 1세와 전쟁의 종결

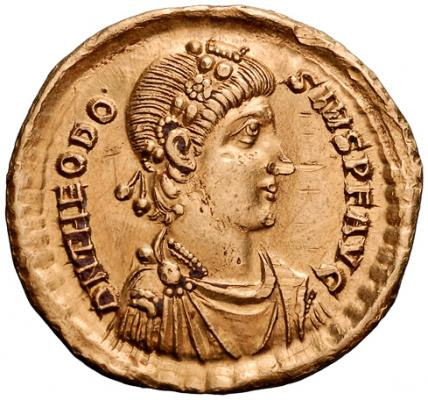
동로마 제국의 새로운 황제 테오도시우스 1세. 전설: DN THEODOSIVS P F AVG

379년부터 382년 사이 고트 전쟁의 사건에 대한 자료는 거의 없으며, 특히 새로운 동로마 황제로서의 테오도시우스 1세의 등극에 관한 기록은 더욱 혼란스럽다. 히스파니아에서 태어난 테오도시우스는 유능한 장군의 아들이었다. 모이시아의 두크스(dux Mœsiae)로서, 그는 374년 동부 발칸반도에서 사르마티아인에 대항하여 전역을 벌였다. 서로마 황제 발렌티니아누스 1세 사망 후 아버지의 궁정 음모 희생자가 된 후, 테오도시우스는 스페인의 자신의 영지로 은퇴하기로 결정했다. 그가 왜 동부로 소환되었는지는 미스터리이다. 아마도 그의 군사 경험과 새로운 황제에게 필요한 이 핵심적인 요소가 한몫했을 것이다. 테오도시우스는 모이시아의 두크스 직위를 되찾은 것으로 보인다. 그는 378년 말까지 고트족에 대항하여 전역을 벌였을 수도 있다. 379년 1월 19일, 테오도시우스는 황제가 되었다. 자료들은 이것이 어떻게 일어났는지에 대해 침묵한다. 그라티아누스가 테오도시우스의 승격을 스스로 시작했는지, 아니면 동부의 잔존군이 그라티아누스로 하여금 테오도시우스를 자신의 동료로 받아들이도록 강요했는지는 알려지지 않았다. 원인이 무엇이든, 그라티아누스는 테오도시우스를 자신의 공동 황제로 인정했지만, 즉시 알레만니족 문제를 처리하기 위해 서쪽으로 떠났다. 그라티아누스는 테오도시우스에게 다키아와 마케도니아의 서부 제국 관구를 통제권을 넘겨주는 것 외에는 고트족을 다루는 데 거의 도움을 주지 않았다.
테오도시우스는 테살로니키에 있는 자신의 본부에서 새로운 군대를 모집하기 시작했다. 농부들이 징집되었고, 다뉴브강 너머의 야만족 용병들이 고용되었다. 농부들의 징집은 많은 반감을 샀다. 일부는 스스로 엄지손가락을 잘랐지만, 훨씬 더 많은 사람들이 자신을 숨기거나 군대에 노동력을 잃는 것을 싫어했던 지주들의 도움으로 탈영했다. 테오도시우스는 탈영병을 숨긴 사람들을 처벌하고 신고한 사람들에게 보상하는 많은 엄격한 법률로 대응했다. 스스로를 불구로 만든 사람들도 여전히 로마군에 강제로 징집되었다.
테오도시우스의 장군 모다레스는 그 자신도 고트족 출신이었는데, 프리티게른에 대해 작은 승리를 거두었다. 이러한 작은 승리조차도 황제 선전가들에 의해 대대적으로 찬양되었다. 이전 70년 동안의 승리 축하 행사를 합친 것의 절반에 해당하는 기록이 남아있다. 테오도시우스는 승리가 필요했고, 고트족 위기를 해결하는 모습이 보여져야 했다.
380년, 고트족은 분열되었다. 그레우퉁기족은 일리리쿰으로 가서 서부 속주인 판노니아 속주를 침공했다. 무슨 일이 일어났는지 다시 논란이 있다. 그들은 그라티아누스 군대에 패했거나, 평화적으로 판노니아에 정착하는 조약을 맺었다. 테르빙기족은 남쪽으로 마케도니아와 테살리아로 향했다. 테오도시우스는 새로운 군대를 이끌고 그들을 만나러 행군했지만, 신뢰할 수 없는 야만족과 신병들로 가득 찬 그의 군대는 와해되었다. 야만족 병사들은 프리티게른에게 합류했고, 많은 로마인들이 탈영했다. 승리한 테르빙기족은 이 새로운 지역의 지역 로마 도시들에게 조공을 강요할 수 있게 되었다. 그때서야 서로마 제국은 마침내 약간의 도움을 주었다. 판노니아에 대한 고트족의 침공을 종식시킨 그라티아누스는 시르미움에서 테오도시우스를 만났고, 그의 장군들인 아르보가스트와 바우토에게 고트족을 트라키아로 다시 몰아내는 것을 돕도록 지시했으며, 그들은 381년 여름까지 성공적으로 이를 완료했다. 한편 테오도시우스는 콘스탄티노폴리스로 떠나 그곳에 머물렀다. 수년간의 전쟁, 두 로마군의 패배, 그리고 지속적인 교착 상태 끝에 평화 협상이 시작되었다.

## 평화와 결과
리코메르와 사투르니누스가 로마 측에서 협상을 진행했고, 382년 10월 3일 평화가 선포되었다. 그때쯤 아드리아노폴리스의 고트족 지휘관들은 사라졌다. 프리티게른, 알라테우스, 사프락스는 고대 역사서에서 다시 언급되지 않으며, 그들의 최종 운명은 알려지지 않았다. 전사했거나 평화를 위한 대가로 전복되었을 것이라는 추측이 난무한다.
평화 협정에서 로마인들은 고트족의 총체적인 지도자를 인정하지 않았고, 고트족은 명목상 로마 제국에 편입되었다. 로마인들은 그들과 포이데라티로서 군사 동맹을 맺었다. 즉, 고트족은 로마군에 징집될 것이고, 특별한 상황에서는 로마를 위해 완전한 군대를 동원하도록 요청받을 수 있었다. 전통적인 로마 관행과 달랐던 점은 고트족이 스키티아, 모이시아, 그리고 아마도 마케도니아 속주 내에 자신들의 권한 아래 토지를 받았으며 분산되지 않았다는 것이다. 이는 그들이 자신들의 내부 법과 문화적 전통을 가진 통일된 민족으로 함께 머무를 수 있도록 했다. 이 협정을 확정하기 위해 테오도시우스는 고트족에게 성대한 잔치를 베풀었다.
로마의 웅변가이자 황실 선전가인 데미스티우스는 고트족을 군사적으로 격퇴할 수 없었음을 인정하면서도, 평화를 로마의 승리로 선전했다. 로마가 고트족을 자기편으로 끌어들여 농부와 동맹으로 만들었다는 것이다. 그는 시간이 지나면 야만족 고트족이 이전의 야만족 갈라티아인들처럼 스스로 확고한 로마인이 될 것이라고 믿었다.
| “ | 만약 이 파괴가 쉬운 문제였고, 우리가 아무런 결과도 겪지 않고 그것을 이룰 수 있는 수단을 가졌다고 가정한다면, 비록 과거의 경험상 이것이 기정사실이거나 가능성이 높은 결론은 아니었을지라도, 어쨌든, 제가 말했듯이, 이 해결책이 우리의 힘 안에 있었다고 가정한다면 말입니다. 그렇다면 트라키아를 시체로 채우는 것이 더 나았을까요, 아니면 농부로 채우는 것이 더 나았을까요? 무덤으로 가득 채울까요, 아니면 살아있는 사람으로 채울까요? 황야를 통과할까요, 아니면 경작지를 통과할까요? 학살된 자의 수를 셀까요, 아니면 흙을 경작하는 자의 수를 셀까요? 아마도 프리기아인과 비티니아인으로 식민화할까요, 아니면 우리가 정복한 자들과 조화롭게 살까요. | ” |

| “ | 우리의 모든 [군사적] 독창성은 무용지물로 판명되었습니다. 오직 당신 [테오도시우스]의 조언과 판단만이 무적의 저항력을 제공했으며, 당신이 이러한 내면의 자원들을 통해 얻은 승리는 무기로 승리했을 때보다 훨씬 더 훌륭했습니다. 왜냐하면 당신은 우리를 해친 자들을 파괴한 것이 아니라 그들을 우리의 것으로 만들었기 때문입니다. 당신은 그들의 땅을 빼앗아 처벌한 것이 아니라 우리에게 더 많은 농부들을 얻어주었습니다. 당신은 그들을 들짐승처럼 학살한 것이 아니라, 마치 사자나 표범을 그물에 가둔 후 죽이지 않고 짐승으로 길들이는 것처럼, 그들의 야만성을 마법처럼 사라지게 했습니다. 한니발보다 로마인들에게 더 혹독했던 이 불을 뿜는 자들이 이제 우리 편으로 넘어왔습니다. 온순하고 유순해진 그들은 황제가 그들을 농부로든 병사로든 고용하기를 원한다면 자신들의 몸과 무기를 우리에게 맡깁니다. | ” |

이러한 희망에도 불구하고, 고트 전쟁은 로마 제국이 제국 국경 밖과 안의 야만족들과 관계를 맺는 방식을 바꾸었다. 테르빙기 고트족은 이제 로마와 자신들의 지위를, 필요하다면 무력을 사용하여, 제국 국경 내에서 통일된 민족으로서 협상할 수 있게 되었고, 그들은 서고트인으로 변모할 것이다. 때로는 로마인들에게 친구이자 동맹으로, 때로는 적으로 행동할 것이다. 로마와 야만족의 관계 변화는 410년 로마 약탈로 이어질 것이다.
고트 전쟁은 또한 제국의 종교에도 영향을 미쳤다. 발렌스는 아리우스주의 기독교인이었으며, 아드리아노폴리스에서의 그의 죽음은 테오도시우스가 니케아 기독교를 제국의 공식 기독교 형태로 만드는 길을 열었다. 고트족은 많은 야만족과 마찬가지로 아리우스주의로 개종했다.

## 같이 보기
- 로마 약탈 (410년)
- 후기 로마군
- 후기 고대 기독교

## 내용주
1. ↑  피터 헤더는 발렌스가 고트족을 군대의 보조 병력으로 원했기 때문에 그들을 무장 해제했을 것이라는 주장은 설득력이 없다고 본다.[23]
2. ↑  정확한 위치는 알 수 없지만, 토미와 다뉴브강 하구 사이에 있거나, 마르키아노폴리스에 더 가까울 수도 있다고 추정된다.[48]
3. ↑  "각 군단에서 300명의 병사"[69]
4. ↑  무슨 일이 일어났는지는 논란의 여지가 있다. 이 사건에 대한 우리의 두 주요 자료인 암미아누스와 조시무스는 서로 다른 설명과 날짜를 제시한다. 여기에 제시된 설명은 쿨리코프스키의 사건 순서 해석이다.[91]
5. ↑  정확한 원인은 논란의 여지가 있다. 피터 헤더는 고트족 연합군의 식량을 공급하기가 너무 어려웠기 때문에 분열이 일어났을 것이라고 추측한다.[98]

## Sources
Primary sources
- 암미아누스 마르켈리누스, The History, XXXI.

Secondary sources
- Burns, Thomas S. (1994). 《Barbarians Within the Gates of Rome: A Study of Roman Military Policy and the Barbarians, Ca. 375–425 A.D.》. Bloomington and Indianapolis: Indiana University Press. ISBN 978-0-253-31288-4.
- Cameron, A.; Garnsey, P. (1998). 《The Cambridge Ancient History》 13. London: Cambridge University Press. ISBN 978-1-139-05440-9.
- Gibbon, Edward (1776). 《The History of the Decline & Fall of the Roman Empire》. New York: Penguin. ISBN 978-0-14-043393-7.
- Heather, P.; Moncur, D. (2001). 《Politics, Philosophy and Empire in the Fourth Century: Select Orations of Themistius》. Translated Texts for Historians 36. Liverpool: Liverpool University Press. ISBN 978-1-84631-382-0.
- Heather, P. (2005). 《The Fall of the Roman Empire》. ISBN 978-0-19-515954-7.
- Kulikowski, M. (2007). 《Rome's Gothic Wars》. ISBN 978-0-521-8-4633-2.
- Lee, A. D. (2007). 《War in Late Antiquity: A Social History》. Ancient World at War. Oxford: Blackwell. ISBN 978-0-631-22925-4.
- Lee, A. D. (2013). 《From Rome to Byzantium AD 363 to 565: The Transformation of Ancient Rome》. Edinburgh: Edinburgh University Press. ISBN 978-0-7486-2791-2.
- Lenski, N. (2002). 《Failure of Empire: Valens and the Roman State in the Fourth Century AD》. ISBN 978-0520283893.
- Mitchell, Stephen (2007). 《A History of the Later Roman Empire, AD 284–641: The Transformation of the Ancient World》. Oxford: Blackwell Publishing. ISBN 978-1-4051-0856-0.
- Panella, R. J. (2000). 《The Private Orations of Themistius》. Berkeley: University of California Press.
- Prusac, Marina (2016). 《From Face to Face: Recarving of Roman Portraits and the Late-antique Portrait Arts》. Leiden and Boston: Brill. ISBN 978-90-04-32184-7.
- Williams, S.; Friell, J. G. P. (1998) [1994]. 《Theodosius: The Empire at Bay》. Roman Imperial Biographies. New York: Yale University Press. ISBN 978-0-300-07447-5.
- Wolfram, Herwig (1997) [1990]. 《The Roman Empire and Its Germanic Peoples》. Berkeley: University of California Press. ISBN 978-0-520-08511-4.